# Madras Rubber Factory
Madras Rubber Factory (MRF) ist ein großes Unternehmen in Chennai, Indien. MRF produziert vor allem Fahrzeugreifen und ist Indiens größter Reifenhersteller. International gehört MRF zu den elf größten Reifenherstellern und exportiert seine Produkte in 75 Nationen. Madras Rubber Factory wurde 1946 von K. M. Mammen Mappillai gegründet und wurde schnell zu einem Unternehmen mit einem Jahresumsatz von mehr als 30 Millionen Indischen Rupien.
Über Tochterfirmen hat MRF auch andere Produktionsfelder erschlossen. So ist beispielsweise Funskool India als Joint Venture von MRF und Hasbro einer der großen Spielzeughersteller Indiens. Außerdem tritt MRF als MRF Pace Foundation als Sponsor im Cricket auf und unterstützt eine Reihe von Cricketspielern. So ist MRF etwa Sponsor von Brian Lara, Sachin Tendulkar und ehemals auch von dem Australier Steve Waugh.